# Amazonas Baroque Ensemble
Amazonas Baroque Ensemble - ABE é um grupo musical que utiliza-se de instrumentos de época, sediado em Manaus, Amazonas, Brasil. Seus membros integram a Universidade do Estado do Amazonas como alunos egressos ou professores de Música e Musicologia. Seus objetivos incluem a restauração de Repertório Antigo, Brasileiro e Português, em uma execução historicamente informada. Muitos deles se juntaram em pesquisa musicológica e projetos práticos de desempenho patrocinado por agências governamentais locais e federais, como a Fundação de Amparo à Pesquisa do Amazonas-FAPEAM, Petrobrás, Eletrobrás, entre outros. Até o momento, a ABE já realizou concertos em diversas cidades brasileiras e europeias, incluindo festivais (ópera, música sacra) e produções teatrais.

## Músicos
- Mirian Abad - soprano
- Thelvana Freitas - contralto
- Fabiano Cardoso - tenor
- Roberto Paulo Silva - baixo

- Gustavo Medina (Spalla), Tiago Soares, Juliana Verde, Andreza Viana - Violino Barroco 1
- Manoella Costa, Silvia Raquel, Raúl Gustavo - Violino Barroco 2
- Gabriel Lima, Elcione Santos - Viola Barroca
- Edoardo Sbaffi - Cello Barroco
- Diego Soares - Contrabaixo
- Benjamin Prestes - Guitarra barroca
- Vanessa Monteiro - Órgão e Cravo
- Márcio Páscoa, Flauta Barroca e Direção Musical

## Repertório[2]
- Anonymous (Chiquitos, bolivian Amazonia, XVIIIth cent.) Trio Sonata.
- Anonymous XVIIIth century, Credo de São José do Tocantins
- Antonio Leal Moreira (1758-1819) - In te confida (Mardocheo recitative and aria from Ester (1786)
- Antonio Leal Moreira (1758-1819) Ah cangiar può d'affetto (Ismene aria in Gli eroi spartani, 1788)
- Antonio Teixeira (1707-1774), Guerras do Alecrim e Mangerona (1737) opera jocoseria (in two acts)

-Libretto by Antonio José da Silva (1705-1739).
- Carlos de Seixas (1704-1742). Simphony movement
- Corelli, Arcangelo (1653-1713). Concerto Grosso (Op. 6 nº 8) Fatto per la notte di Natale
- Corelli, Arcangelo (1656-1713). Concerto Grosso (Op. 6, nº10)
- Corelli, Purcell, Handel and J.S.Bach. Trio Sonates
- David Perez (1711-1778). Trio sonata in D minor
- Dietrich Buxtehude (1637-1707). Jesu Meines Lebens Leben
- Giovanni Battista Pergolesi (1710 - 1736). Stabat Mater Dolorosa (from Stabat mater)*+
- Gluck, C. W. (1714-1787). Que farei sem o consorte. (Rozaura aria from A mulher amoroza)
- Haydn, Joseph (1732-1809). Die himmel erzahlen
- João de Deus do Castro Lobo (1794-1832). Seis Responsórios Fúnebre
- João de Sousa Carvalho (1745-1799). Con tanto riprove de tenere affeto (duet Giulietta e Armidoro in L'amore industrioso, 1769)
- João de Sousa Carvalho (1745-1799). Trio (Penelope, Ulisse and Icario in Penelope nella partenza da Sparta, 1782)
- João de Sousa Carvalho (1745-1799). Se l'interno affano mio (Alcione ária in Alcione, 1787)
- João de Sousa Carvalho. Padre, amico, non piangete (Isacco aria, from Isacco figura del redentor)
- José Maurício Nunes Garcia (1767 - 1830). Lauda Sion (1809)
- José Mauricio Nunes Garcia (1767-1830). Laudate Dominum
- José Mauricio Nunes Garcia (1767-1830). Laudate Pueri
- José Maurício Nunes Garcia (1767 - 1830). Creator alme siderum
- José Maurício Nunes Garcia (1767 - 1830). Te Christe solum novimus (1800)*
- José Palomino (1755-1810). Concert for violin (ca.1804, first movement)
- José Palomino (1755-1810). Harpsichord concerto
- Niccolò Jommelli (1714-1774). Nasce al bosco in rozza cuna, (Varo aria in Ezio, 1772)
- Nicolò Porpora (1686-1768). Lungi dal ben che s'ama (aria from Or che d'orrido verno)*
- Telemann, Georg Phillip (1681-1767). Ouverture e minor for flute and strings

## Vídeos
1. Antonio Leal Moreira (1858-1819). Ismene Aria "Ah cangiar non puo d'affetto" from opera "Gli Eroi Spartani" (Lisboa, 1787) - libreto by Gaetano Martinelli
2. José Palomino (1755-1810). Harpsichord concerto (1785) - 1st part
3. José Palomino (1755-1810). Harpsichord concerto (1785) - 2nd part
4. José Maurício Nunes Garcia (1767-1830). "Te Christe Solum Novimus"
5. Niccolò Jommelli (1714-1774). Aria "Nasce al bosco in rozza cuna" from opera "Ezio in Roma" (Bolonha, 1772) - libreto by Pietro Metastasio